# Kbk AK
Kbk AK (пол. Karabinek АК — карабин АК) — польский автомат, лицензионная копия автомата Калашникова.

## История
Советские АК (под обозначением PMK) и АКС (под обозначением PMKS) стояли на вооружении Польши с 1952 и 1957 года соответственно. В 1958 году было налажено собственное производство лицензионных копий под обозначениями Kbk AK и Kbk-AKS. Копии АКМ и АКМС, получившие обозначения Kbk-AKM и Kbk-AKMS, пошли в производство в 1965 и 1972 году соответственно.
В конце 1950-х годов на основе Kbk AK был разработан Kbkg wz. 60 (пол. Karabinek-granatnik wz. 1960 — карабин-гранатомет образца 1960 года) — автомат с 20-мм наствольным гранатометом-насадкой LON-1. В начале 1970-х годов появился усовершенствованный вариант Kbkg wz. 60/72, вскоре заменённый на вооружении Польши подствольным гранатомётом Kbk-g wz. 1974 Pallad.

## Модель Kbkg wz. 60

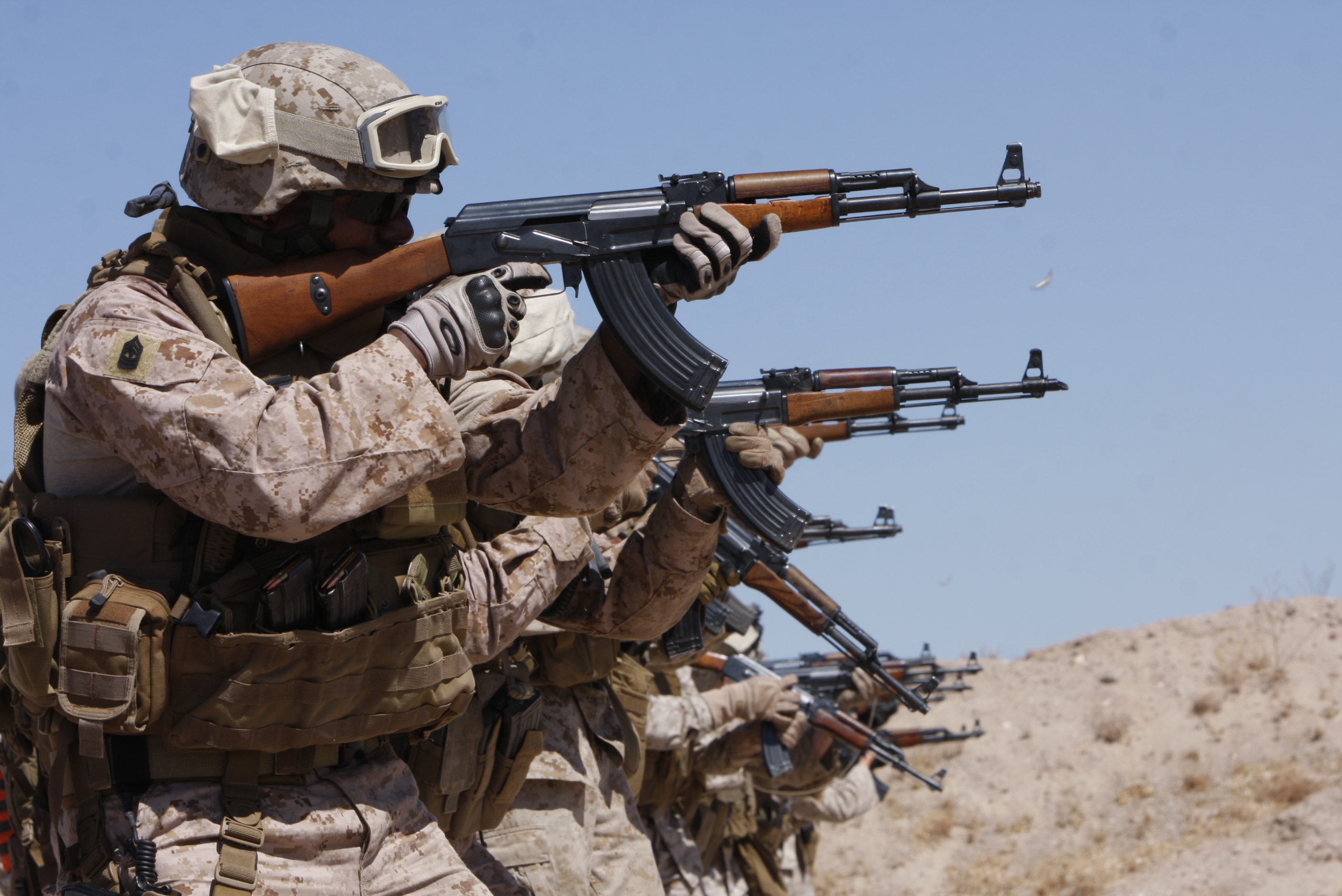
Бойцы Корпуса морской пехоты США на огневой подготовке, в качестве оружия используются разные варианты автомата Калашникова (в т. ч. Kbkg wz. 60)

Kbkg wz. 60 использовал следующие виды гранат:
- F1/N60 — осколочная противопехотная граната;
- PGN-60 — 60-мм кумулятивная противотанковая граната массой 0,58 кг (дальность стрельбы — 100 м);
- DGN — дымовая 54-мм граната массой 0,63 кг (дальность стрельбы — 200 м);
- CGN — учебная граната.

В газоотводном тракте имеется газовый регулятор, позволяющий перекрывать газоотводное отверстие при стрельбе гранатами. Возвратный механизм был модифицирован. Помимо стандартного прицельного приспособления автомат имел гранатомётный прицел (откидная прицельная планка со стеклянным уровнем). К прикладу ремнями крепился резиновый затыльник с пружинной обоймой, уменьшавший отдачу при стрельбе гранатами.
Kbkg wz. 60/72 отличался наличием универсального откидного прицела и использованием более мощных осколочных гранат.